# Bundesstraße 22
Pour les articles homonymes, voir B22 et Route 22.
La Bundesstraße 22 (abrégé en B 22) est une Bundesstraße reliant Rottendorf à Cham.

## Localités traversées
- Rottendorf
- Dettelbach
- Ebrach
- Bamberg
- Scheßlitz
- Hollfeld
- Bayreuth
- Kemnath
- Erbendorf
- Neustadt an der Waldnaab
- Weiden in der Oberpfalz
- Oberviechtach
- Rötz
- Cham